# Гръцка колонизация
Гръцката или Древногръцката колонизация е разселването на древните гърци по бреговете на Средиземно море, а по-късно и по тези на Мраморно и Черно море. Започва през т.нар. архаичен период, който се датира от времето на първата олимпиада и продължава през периода на класическа Гърция до към края на IV век пр.н.е.

## Причини
Макар и удобен и широко използван, терминът колонизация трябва да се използва внимателно по отношение на Архаична Гърция – това не е изпращане на заселници, финансирано от държавата, подобно на по-късни исторически примери. Напротив, в случая самото формиране на държавност е резултат на заселването на отделни групи по далечни земи.
Причината за древногръцката колонизация била комбинация от три фактора в таласократията:
1. демографски свързан с релефа и агро-метереологическите условия довели до „глад за земя“ и „излишно население“;
2. икономически свързан с търговските фактории – центрове за обмен по бреговете с местното население;
3. политически свързан с властта на аристокрацията в полисите на Древна Елада, която водела до желание за напускане на много от „най-немирните“ и бурни граждани на тези полиси, или просто по причина на авантюризъм.

Древногръцките колонии по принцип поддържали добри отношения както помежду си така и с метрополията, като имали общ пантеон и били съюзници по време на война. Колонистите се предвождат от ойкист, който е трябвало да бъде одобрен от институциите на метрополията, но като цяло древногръцките колонии винаги се смятали за политически независими от града-майка. Всяка колония е свързана с определен гръцки полис, но понякога няколко града се обединяват – например Навкратис е основана от дванадесет полиса.

## Хронология
Едни от първите колонисти са от Евбея, както се вижда от образци от евбейска керамика, намерени далеч от континентална Гърция (в Петикусе (Pithekoussai), остров Исхия в Неаполитанския залив на запад и в турския археологически обект Al-Mina на изток). По-организираното заселване на Италия започва около 750 г. пр.н.е. с основаването на Куме като свързано селище с Pithekoussai и Наксос и Сиракуза на Сицилия през 734 и 733 г. пр.н.е.; за тези събития има писмени следи в тези колонии. След това настъпва „експлозия“ от колонии във всички посоки с изключение на Египет на фараоните и вътрешността на Мала Азия..
Сред полисите най-активни в изпращането на заселници през 8 век пр.н.е. са Халкида и Еретрия от Евбея, Древен Коринт, Мегара и Милет

## География
Елинската колонизация се разпростряла по море в три основни направления. Хронологически първо било западното насочено към Западното Средиземноморие, следвано от южното към Северна Африка. Интересът към Понта (Черно море) посредством Пропонтида (Мраморно море) е най-късен, но с оглед на последвалото антично развитие – най-съществен (виж Константинопол).
Почти всяка древногръцка колония се изграждала в непосредствена близост до морския бряг, като обикновено се избирало място с хълм, достатъчно подходящ да се формира Акропол. Географски древногръцките колонии се групират както следва:
1. Малоазийски – основани по егейското крайбрежие на Мала Азия и прилежащите острови;
2. В западното Средиземноморие – по крайбрежията на днешни Италия, Сицилия, Франция и Испания;
3. Африкански – от египетското северно африканско крайбрежие през Мармарика до Киренайка;
4. Балкански в Епир, Македония и Тракия.

### Източно направление
Най-ранните древногръцки селища са основани на западния бряг на Мала Азия още по време на разселването на гръцките племена преди и по време на дорийското нашествие. Те се разделят на три големи групи, всяка от които свързана с разселването на различно племе. Еолийските градове обхващали северната част на този бряг, заедно с островите Лесбос и Тенедос. Йонийците заели центъра с островите Хиос и Самос, а дорийците – южната част заедно с островите Родос и Кос. За разлика от еолийските и дорийските си съседи йонийците, населяващи също Атика и Евбея основават търговски селища в съществуващите Милет и Ефес, които бързо просперират.
В югоизточно направление към Финикия йонийците от Евбея (халкидци и еретрейци) основали в устието на река Оронт единствената своя колония (дн. Ал Мина), която служела за търговия с Финикия и Древна Сирия, а и по принцип с Леванта и Ориента.

### Западно направление
Първата древногръцка колония в Западното Средиземноморие е на остров Петикузе в северния край на Неаполитанския залив.
Най-ранното гръцко селище в Италия е Куме в Кампания, разположено близо до нос Мисенум в Тиренско море. Градът е съвместна колония на еолийски градове от Мала Азия и Халкида и е основан през 1050 г. пр.н.е. Куме за дълго време бил най-процъфтяващ град в южноиталийската област Кампания, но в 5 век пр.н.е. претърпял упадък и оттогава Капуа придобила най-голямо значение на запад.
В Сицилия елините срещат конкуренция в лицето на трите изключително важни финикийски пункта – Панорм (дн. Палермо столица на Сицилия), Солос и Мотия. Най-ранното гръцко селище в Сицилия е основано през 735 г. пр.н.е. Извънредното плодородие на земята веднага привлякло множество колонисти от различни части на Древна Гърция и по бреговете на Сицилия елините основали поредица от процъфтяващи градове. Сред тях Сиракуза и Агригентум, дорийски колонии, се издигнали в силни полиси. Сиракуза била колония на Коринт и била основана през 734 г. пр.н.е., като по време на своя най-голям просперитет имала население от половин милион души. Мощни градски стени с дължина двадесет и две мили я заобикаляли и пазели от пуните. Величието ѝ изпъкнало по време на сицилианските войни.
Древногръцките колонии в Южна Италия били основани едновременно със сицилианските, но те дори ги надминали по брой и по значение и толкова много разцъфнали, че южната част на Италия получила името Магна Греция (Велика Гърция). Сред тях най-голямо значение придобили два от най-ранните и богати градове – Сибарис и Кротоне на южното крайбрежие, основани съответно през 720 и 710 г. пр.н.е. За два века те живели в хармония, но последвал сблъсък помежду им през 510 г. пр.н.е., който приключил с разрушаването на Сибарис. Предходно Сибарис достигнал извънредна степен на богатство, а жителите му станали дотолкова известни с разточителство, лукс, женственост и разврат, че тяхното име било пословично с липсата на мяра за похотливост. Кротон бил главното седалище на питагорейската философия.
От многобройните други древногръцки селища в южната част на Италия по-известни са градовете-колонии Локри, Регий и Тарент. Локри бил основан през 683 г. пр.н.е., Регий бил разположен на пролива Месина, а Тарент бил колония на Спарта и бил основан около 708 г. пр.н.е. След унищожаването на Сибарис Тарент бил най-мощния и цветущ град в Магна Греция и продължавайки да се радва на голям просперитет до подчиняването му от римляните.
Древногръцките колонии в по-далечните Галия и Иберия са по-малобройни в сравнение с италийските. Сред тях се открояват Масалия, (дн. Марсилия), основана от йонийски фокейци през 600 г. пр.н.е. и Никея (дн. Ница). В южната част на Иберийския полуостров чак през 4 век пр.н.е. е основана най-западната древногръцка колония Майнака (дн. Малага). В Иберия елините срещат острата съпротива за по-нататъшно разширение от страна на финикийците и после на пуните.
Няколко древногръцки колонии били разположени на източната страна на Йонийско море – в Епир и в непосредствена близост до него. От тях на остров Керкира (Корфу) се зародили най-богатите и силни древногръцки епирски градове. Керкира била основана от Коринт около 700 г. пр.н.е. и в резултат на търговската си дейност скоро се превърнала в страховит конкурент и съперник на града-майка. По тази причина по-късно избухнала война между тях, като се стигнало и до морска битка между флотилиите им през 664 г. пр.н.е. Разногласията между града-майка и нейните колонии са често споменавани в древногръцката история и са една от причините за избухването на Пелопонеските войни през 5 век пр.н.е.

### Южно направление
Към 7 век пр.н.е. погледът на древногръцките търговци и мореплаватели се насочил логично към най-просперищата част по средиземноморското крайбрежие – тази от Долен Египет.
Около 665 г. пр.н.е. саиският династ Псаметих освободил Древен Египет от асирийска власт с помощта на йонийски и карийски наемници, известни още като бронзовите хора отвъд морето. Част от наемниците след приключването на конфликта основават военната колония (клерухия) Дафне в източната част на делтата на Нил. Градът става център на оживена търговия между Древен Египет и малоазийските древногръцки полиси. Като негова конкуренция възниква Навкратис, основан в западната част на делтата – конобско устие.
Около 630 г. пр.н.е. колонисти от остров Тера, прогонени от сушата, дебаркират на отсрещния северно африкански бряг населен с либийци, където основават Кирена. Техният ойкист Аристотел става цар под името Батос I. Кирена е единствената древногръцка колония – монархия, а прилежащата ѝ област става известна като Киренайка. На изток по крайбрежието от Долен Египет я отделя Мармарика, а на запад филеновите олтари бележат ѝ границата с финикийско-пуническите владения по магребското крайбрежие.

### Северно направление
На практика северното направление, достигащо Евксински понт (Черно море) през Пропонтида (Мраморно море) е хронологически последното. Колониите по бреговете на Егейско море, Дарданелите, Мраморно море и Черно море постепенно обхващат цялото крайбрежие от границата на Тесалия до делтата на Дунав. Егейските съществуват като самостоятелни полиси. Най-важните са основани от Халкида и Еретрия на полуостров Халкидики, който получава името си от град Халкида. Коринтяните също основават няколко колонии на този бряг, сред които изпъкват Потидея и Палена. Най-процъфтяващ полис по тракийското егейско крайбрежие е Селимбрия. Проникването в Черно море през проливите започва вероятно към края на 8 век пр.н.е., но първите опити за заселване срещат съпротивата на кимерийците и установяването на гърците се забавя. Първи милетците основават Кизик на южния бряг на Пропонтида, макар че в 676 г. пр.н.е. трябвало да го изградят наново след едно нападение. Малко след това е основан Абидос на азиатския бряг на Хелеспонта (Дарданелите). Фокийците се настаняват в Лампсак между Абидос и Кизик. В Сестос на европейския бряг на Хелеспонта се заселват еолийци от Лесбос, а по-късно, към 600 г. пр.н.е., йонийци от Самос основават Перинт. През 676 г. пр.н.е. Мегара изпраща заселници в Халкедон на азиатския бряг, а през 660 г. пр.н.е. основава на отсрещния бряг Византион. Оттогава мегарските колонии на Босфора контролират достъпа до Черно море през проливите.
Сред градовете по западното черноморско крайбрежие са Агатополис (дн. Ахтопол), Аполония Понтика (дн. Созопол), Месембрия (дн. Несебър), Одесос (дн. Варна), Дионисопол (дн. Балчик), Бизоне (дн. Каварна), Калатис (дн. Мангалия), Томи (дн. Констанца) и Истрос на дунавската делта.
Най-активният период на древногръцката колонизация по цялото черноморско крайбрежие е 6 век пр.н.е.. По това време са основани Фазис и Диоскурида в Колхида, Пантикапей и Фанагория на Кимерийския Босфор (Керченски проток), Танаис в устието на Дон, Хераклея на Таврическия (Кримския полуостров), Олбия в устието на Днепър и Тирас в устието на Днестър.
Мегарските и особено милетските градове по Черноморието са предимно търговски селища, твърде изолирани сред „варварските народи“, с които често трябвало да водят преговори и на които се съгласявали да плащат данъци. Но природните богатства са предмет на изгодна търговия със същинска Гърция. От черноморските колонии елините изнасят желязо, олово и мед, жито, сушена риба, кожи, дървен материал и тракийски и скитски роби, а доставят на местните жители занаятчийски изделия, зехтин и вино. В замяна те доставят произведения на гръцките занаятчии: накити и вази, керамика, вина, зехтин и парфюми. В погребения из Тракия и Южна Русия са намерени много съкровища, които доказват широкия обхват на тази търговия. По този начин се стига до разпространение на древногръцката култура и цивилизационни достижения сред траки, скити и малоазийци. От друга страна, елините възприемат елементи от местната култура, включително нови военни техники, въоръжение и религиозни култове.

## Значение
Древногръцкият комедиограф Аристофан пише, че „гърците се разселили около Средиземно море, като жаби около блато“. Древногръцките колонии се разпростират на огромна територия – от Херкулесовите стълбове (Гибралтар) до устието на река Дон на Азовско море, и от Масалия до Навкратис.
Древните гърци вероятно нямат за цел откриването на нови земи, подобно на предшествалите ги митологични морски народи и финикийци, а следват техния път, като се заселват по крайбрежието, без да навлизат в дълбочина на сушата. Древна Гърция наподобява донякъде Финикия – много полиси, контролиращи свои територии и сфери на влияние, всеки от които с различна форма на самоуправление: тирания, олигархия, тимокрация и демокрация. Ако се разгледа ролята на вярванията и религията, може да се предположи, че древногръцката колонизация има централизиран религиозен характер, тъй като допитването до Делфийския оракул играе значителна роля в колонизационните действия на някои от полисите, например Мегара.
Тази колонизация има огромно значение за възникването на античната култура в периода на т.нар. класическа древност. От еолийските и йонийски градове в Мала Азия води началото си древногръцката литература. По всяка вероятност, Омир е роден в Смирна, а лириката процъфтява на остров Лесбос, родина на поетите Алкей и Сафо. Йонийските градове са местата, където първо се преподава древногръцка философия. Талес, който се счита за неин основател, е родом от Милет. В Халикарнас е роден Херодот, написал своята „История“ на йонийски диалект.
Запознанството на далечни страни с древногръцката култура и цивилизация има не само икономически и търговски контекст, но най-вече допринася за взаимодействието и взаимното проникване на културите на Древна Елада и на местните жители. От друга страна, кръгозорът на древните гърци се разширява неимоверно, полагайки основи за развитие на описанието на природата (наречена от тях космос) и астрономията, а древните започват да се досещат, че светът е познаваем и достъпен (поне по море).